# Mater et Magistra

Mater et Magistra (hrv. „Majka i Učiteljica”) je enciklika pape Ivana XXIII. proglašena 15. svibnja 1961. godine. Naslov znači se odnosi na ulogu Crkve u društvu. U enciklici se poziva na zajedničko promicanje ljudskog dostojanstva.

## Poveznice
- Pacem in terris

## Vanjske poveznice
- Migles, S. (2013). Interdisciplinarni dijalog i socijalni nauk Crkve. Bogoslovska smotra, 83 (1), 15-35. Preuzeto s https://hrcak.srce.hr/99309